# Merceria

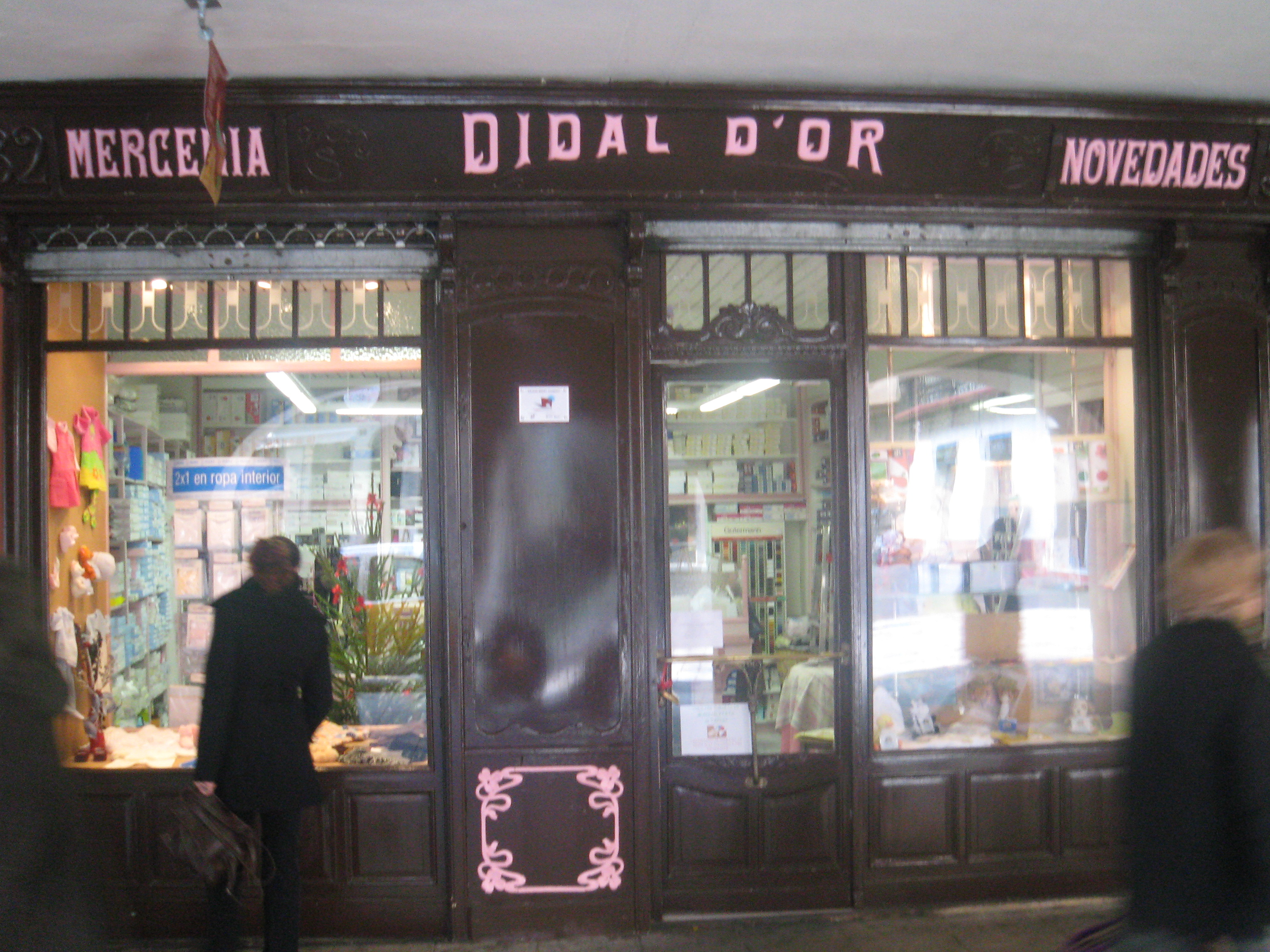
Una merceria al Carrer Major de la Seu d'Urgell.

Una merceria és una botiga on es poden comprar productes diversos relacionats amb la costura, el punt i la llenceria. El mot també indica el conjunt de la mercaderia que s'hi ven: fils, agulles, botons, cremalleres, sedalines, cabdells, madeixes, carrets, gafets, didals, etc. així com complements per a la costura: tambors per a feines, capses per a la costura, etc.; recanvis tèxtils: genollera, colzera, etc.; o gèneres de punt i roba interior, com: mitges, mitjons, samarretes, calces, calçotets, mocadors, pijames, entre d'altres.
Les merceries del Països Catalans eren petits negocis familiars, minoristes, molt cenyits al barri, que venien entre la població els estris i materials per a la confecció i reparació de vestits, especialment apreciat en època de postguerra, en què les possibilitats de comprar roba nova eren escasses. S'en troba un relat en la novel·la La Merceria de Teresa Roig i Omedes que descriu la vida de tres generacions de mercers a Barcelona.

## En les arts
- La cançó «Tots els botons» de Beth, que apareix al disc Segueix-me el fil (2010) és passa en una merceria; s'hi anomena la mercaderia que s'hi poden comprar.
- La Merceria, novel·la de Teresa Roig i Omedes

## Alguns mercers notables
- James Cook, explorador i cartògraf anglès del segle xviii, que va aprendre la professió durant la seva joventut
- Daniel Defoe, escriptor de Robinson Crusoe
- Joseph Merrick, «l'home elefant», que va treballar d'ajudant de mercer abans d'actuar en un freak show
- Paavo Nurmi, corredor de llarga distància finlandès
- Charles Taze Russell, fundador del Bible Student Movement que, pòstumament, esdevindrien els Testimonis de Jehovà
- Harry S. Truman, president dels Estats Units (1945-1953)